# Медаль Пристли
Медаль При́стли — высшая награда Американского химического общества (ACS), присуждаемая за выдающиеся заслуги в области химии. Награда создана в 1922 году в честь Джозефа Пристли — первооткрывателя кислорода, иммигрировавшего в США в 1794 году.
Первоначально медаль присуждалась раз в три года, а с 1944 года — ежегодно.